# تئو بوکر
تئو بوکر (انگلیسی: Theo Bücker؛ زادهٔ ۱۰ ژوئیهٔ ۱۹۴۸) بازیکن فوتبال اهل آلمان است.
از باشگاه‌هایی که در آن بازی کرده‌است می‌توان به باشگاه فوتبال شالکه ۰۴، باشگاه فوتبال دویسبورگ، باشگاه فوتبال الاتحاد، و باشگاه فوتبال بروسیا دورتموند اشاره کرد.